# Coca-Cola Arena
Die Coca-Cola Arena (Eigenschreibweise: Coca-Cola arena, arabisch حلبة كوكا كولا) ist eine Mehrzweckhalle am City Walk der Stadt Dubai im gleichnamigen Emirat der Vereinigten Arabischen Emirate. Die vollklimatisierte Veranstaltungsarena bietet maximal 17.000 Plätze. Durch die Klimatisierung kann die Coca-Cola Arena das ganze Jahr genutzt werden. Neben Konzerten, Familienshows, Tagungen, Ausstellungen, Modeshows, Preisverleihungen, Hochzeiten oder Galadinner ist die Arena auch für Sportveranstaltungen wie Tennis, Basketball, Boxen, Volleyball oder Eishockey ausgerüstet. Sie ist, nach der Etihad Arena in Abu Dhabi mit maximal 18.000 Plätzen, die zweitgrößte Veranstaltungshalle der Emirate. 

## Geschichte
Der Eigentümer ist das Handelsunternehmen Meraas Holding LLC mit Sitz in Dubai. Der Entwurf stammt vom Architekturbüro Populous. Im Januar 2017 begann der Bau der Veranstaltungshalle. Im April 2019 wurde Coca-Cola Namenssponsor der modernen Arena. Der Vertrag läuft über zehn Jahre. Als Betreibergesellschaft fungiert ASM Global. Rund zweieinhalb Jahre später, am 6. Juni 2019, konnte der Bau eröffnet werden. Als erster Künstler trat bei der Einweihung der kanadischen Stand-up-Comedian Russell Peters auf. Das erste Konzert gab am 14. Juni des Jahres die US-amerikanische Pop-Rock-Band Maroon 5 im Rahmen der Red Pill Blues Tour vor ausverkauftem Haus.
Die Halle liegt am City Walk, der größten Einkaufsmeile ihrer Art auf der Arabischen Halbinsel. Die rautenförmige und verglaste Fassade mit farbigen Paneelen wird mittels 4600 LEDs beleuchtet. Es können verschiedene Muster und Farben wiedergegeben werden. Hauptsächlich trägt sie die Farbe des Namensgebers, aber sie wird auch am Nationalfeiertag der Vereinigten Arabischen Emirate oder anderer Nationen genutzt. Zum ersten Mal erstrahlte die Fassade der Arena am 16. Mai 2019, dem International Light Day.
Durch eine rollende Bühne, einziehbare Ränge und ein Vorhangsystem können kleinere Veranstaltungen mit einer Gästezahl von 17 bis 1000 durchgeführt werden. Maximal bieten sich den Besuchern 17.000 Plätze. Des Weiteren verfügt die Coca-Cola Arena über 42 Premium-Suiten, 28 rollstuhlgerechte Plätze, acht Künstlergarderoben und vier Sport-Umkleidekabinen sowie 35 Verkaufsstellen für Speisen und Getränke. Da keine öffentlichen Parkplätze vorhanden sind, ist man auf den öffentlichen Nahverkehr oder Taxis angewiesen. Die Metrostation Burj Khalifa/Dubai Mall der Red Line liegt nur wenige Gehminuten entfernt.
Der aufwendigste Teil der Errichtung war das 4000 Tonnen schwere Dach. Die Fertigung der Dachteile erforderte 85.000 Arbeitsstunden. Noch einmal 75.000 Arbeitsstunden beanspruchte die Montage. Das Heben der beiden größten Träger (Mega Truss) dauerte sieben Stunden und benötigte mehr als 50 Arbeiter. Diese Dachträger sind 122 Meter lang und jeder 822 Tonnen schwer. Es wurden 16.462 Bolzen zur Befestigung verbaut. Das Hallendach ist mit bis zu 190 Tonnen Gewicht belastbar. Dies erlaubt bei großen Konzerten und Shows eine entsprechende Veranstaltungstechnik an der Hallendecke.
Nach einer Schließung im Februar 2020, aufgrund der COVID-19-Pandemie, sollten Ende des Jahres wieder Zuschauer zu Veranstaltungen zugelassen werden. Am 20. November war die erste Veranstaltung geplant. Dabei wurde das Hygienekonzept VenueShield zur Wiedereröffnung, wie in allen rund 300 von ASM Global betriebenen Veranstaltungsstätten, umgesetzt. Zu den Maßnahmen gehörten etwa verbesserte Reinigungsverfahren sowie räumliche Distanzierung in Warteschlangen, Sitz- und Hallenbereichen. In der ganzen Arena werden Desinfektionsnebelmaschinen und Händedesinfektionsspender eingesetzt. An den Eingängen wurden Personen mit Wärmebildkameras geprüft. Besucher mit mehr als 37,2 °C Körpertemperatur erhielten keinen Zutritt.
Vom 19. bis 24. Dezember 2022 wurde die Tennisveranstaltung World Tennis League (WTL) in der Arena ausgetragen. Es wurden in Einzel und Mixed über zwei reguläre Sätze gespielt. Wenn nötig, wurde ein entscheidender Tie-Break über zehn Punkte gespielt. Zu der Veranstaltung mit z. B. Iga Świątek und Novak Đoković gehörten Konzerte am Abend nach den Spielen mit u. a. den niederländischen DJs Tiësto und Armin van Buuren.
Der 2024 neugegründete Basketballclub Dubai Basketball hat einen Vertrag als Hauptmieter der Halle abgeschlossen. Im März des Jahres wurde bekannt, dass die Mannschaft ab 2024/25 für drei Spielzeiten in der, hauptsächlich mit Clubs des ehemaligen Jugoslawiens besetzte, AdmiralBet ABA-Liga spielen wird. Der Club wird ab der Saison 2025/26 auch am Spielbetrieb der EuroLeague teilnehmen.

## Galerie

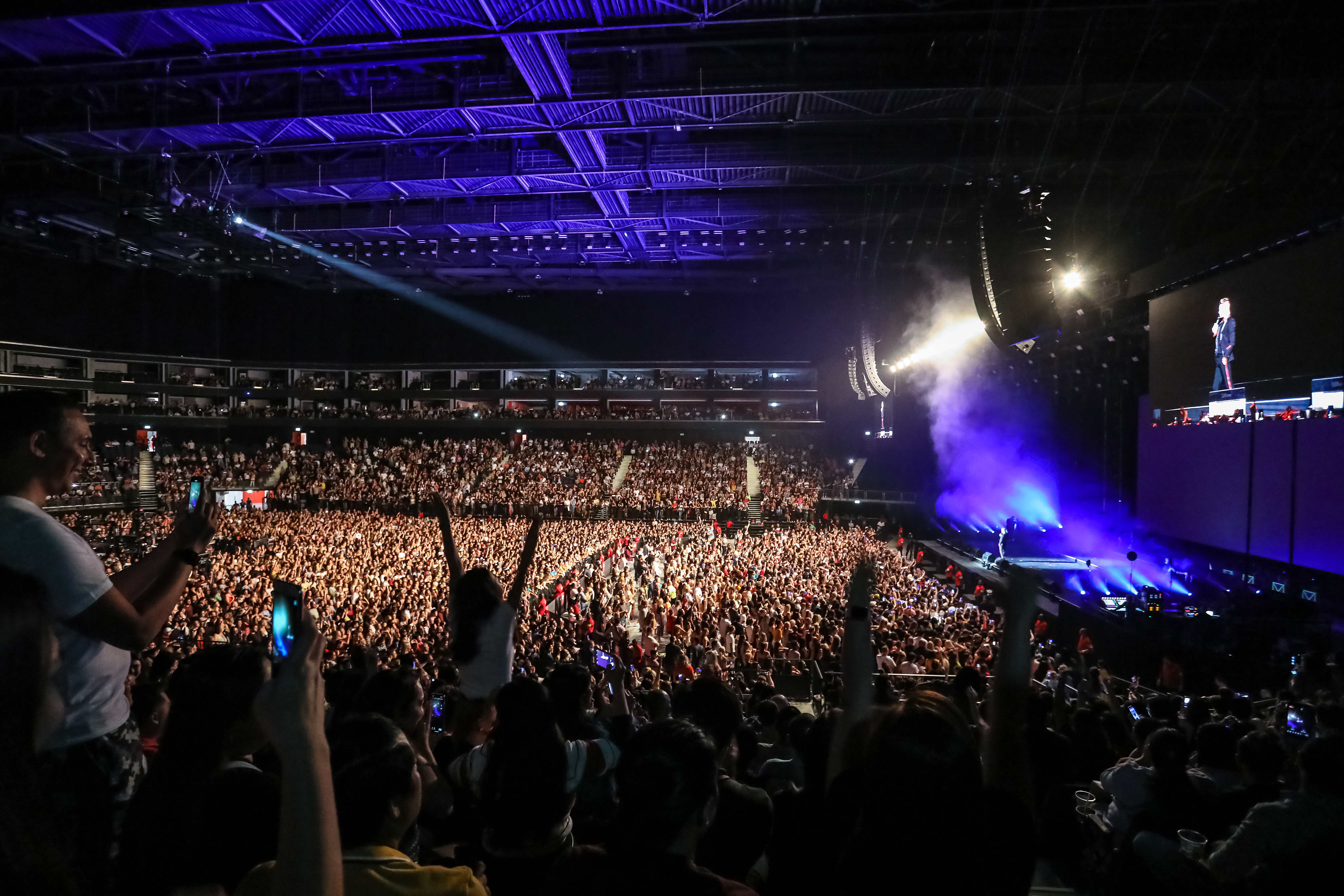
Konzert von Westlife am 29. August 2019
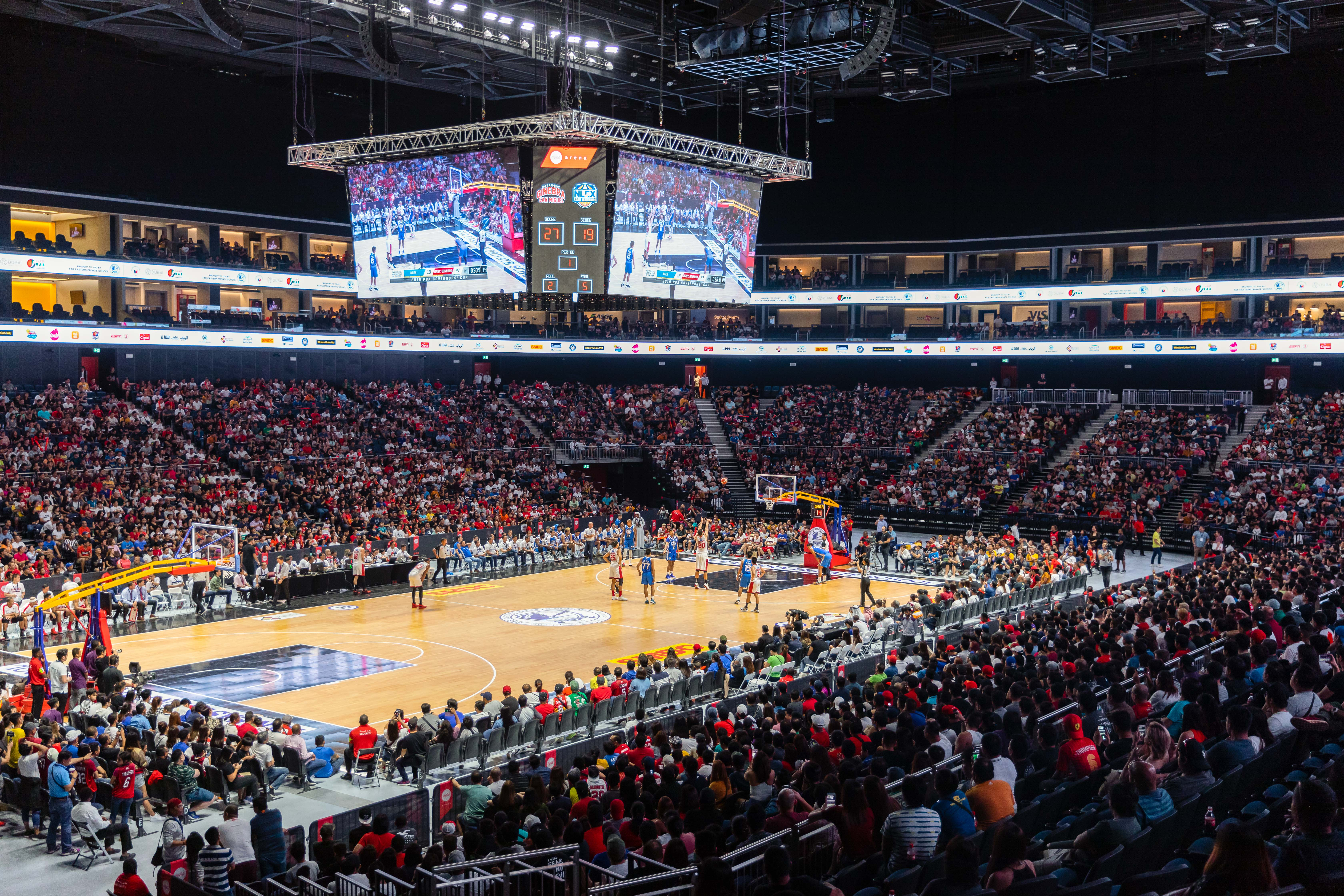
Spiel der Philippine Basketball Association (PBA) zwischen Barangay Ginebra San Miguel und den NLEX Road Warriors am 19. November 2019
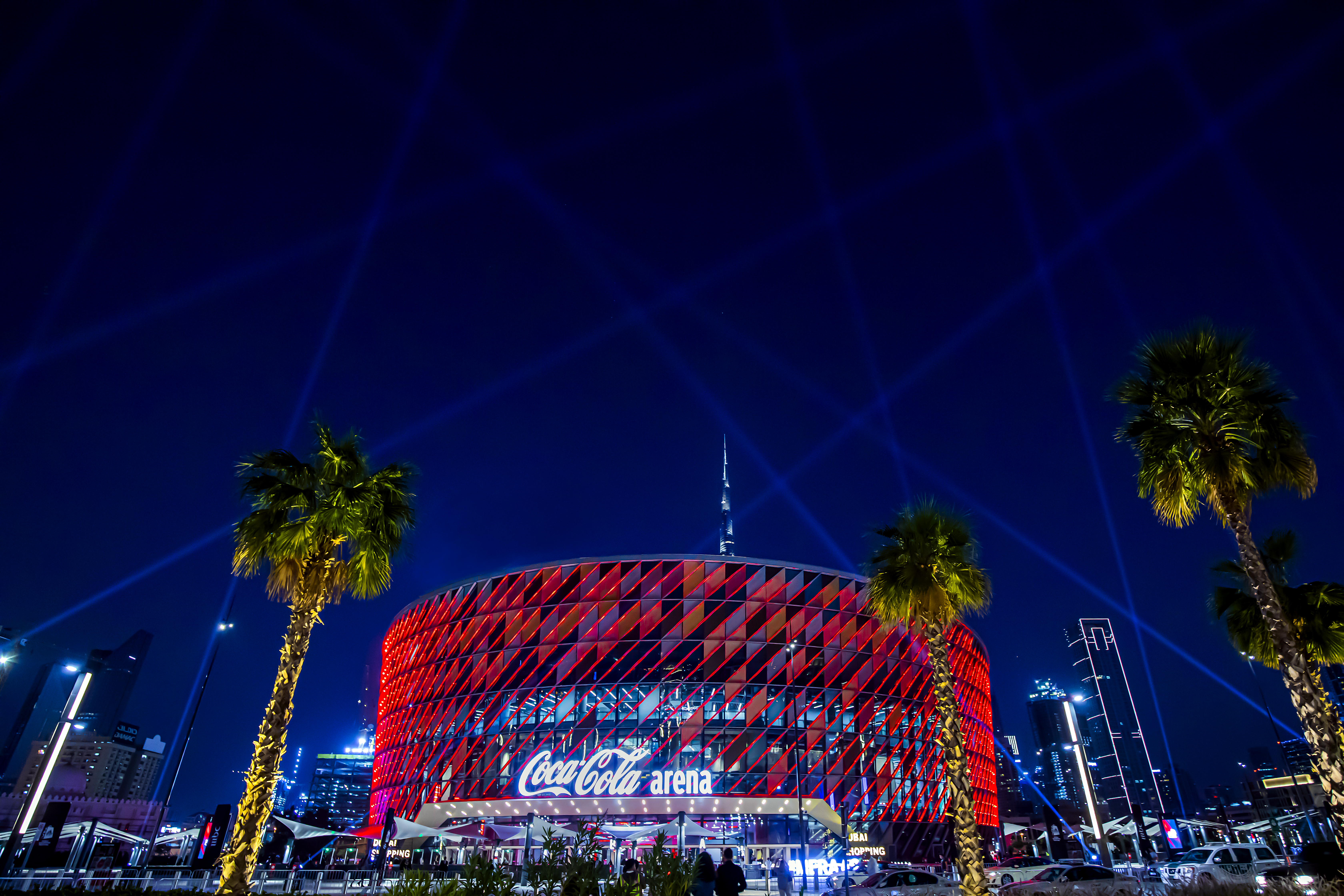
Die Arena beim Abschluss des Dubai Shopping Festivals am 31. Januar 2020